# Иван Иванов (певец, р. 2000)
Вижте пояснителната страница за други личности с името Иван Иванов.
Иван Иванов е български певец, представил България на детския песенен конкурс „Евровизия 2011“.

## Биография
Роден е на 7 април 2000 година в Горна Оряховица. Занимава се с музика от шестгодишен във вокален състав „Патиланци“ към читалище „Напредък 1869“, но започва да се изявява индивидуално, когато е на седем. Негов вокален педагог става Аделина Колева. Печели награди на конкурси в родната Горна Оряховица, Русе, Търговище, Силистра, Стара Загора, Тутракан, Велико Търново, Берлин и др.
През 2009 година получава диплома от фондация „Димитър Бербатов“ за постиженията си в областта на музиката. Първият му сингъл е издаден през юни същата година под името „Кураж“, като през януари 2010 година излиза „По-трудно“, а месеци след това и „Това не е така“.
Представя България на деветото издание на детския песенен конкурс заедно с беквокалистките Михаела Маринова и Йоана Маринова. Песента им „Супергерой“ класира страната на осмо място с общо 60 точки.
През 2014 година взема участие в телевизионния проект „Големите надежди“, където изпява песента „Имам само теб“ на Любо Киров, член на журито, и продължава напред. Пее във вокален състав „Нова музика“ заедно с финалиста от „X Factor“ Богомил Бонев.